# Raúl Anganuzzi
Raúl Anganuzzi (Argentína, 1906. július 20. – Argentína, ?) olimpiai bronzérmes argentin tőrvívó.